# Juri Walentinowitsch Nesterenko

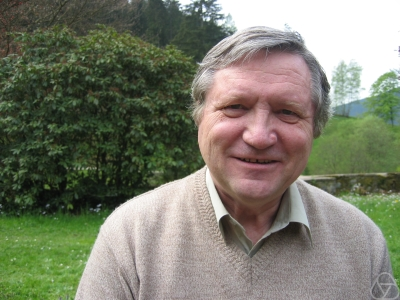
Juri Nesterenko am Workshop „Diophantische Approximationen“ in Oberwolfach, 2007

Juri Walentinowitsch Nesterenko (russisch Юрий Валентинович Нестеренко, englische Transliteration Yuri Valentinovich Nesterenko; * 5. Dezember 1946 in Charkiw) ist ein russischer Mathematiker, der sich mit Zahlentheorie beschäftigt.

## Leben
Nesterenko promovierte 1973 bei Andrei Schidlowski an der Lomonossow-Universität in Moskau (Über einige Eigenschaften von Lösungen linearer Differentialgleichungen und ihre Anwendung in der Theorie transzendenter Zahlen), wo er heute Professor und Leiter des Lehrstuhls für Zahlentheorie ist.
Nesterenko beschäftigt sich mit der Theorie algebraischer Unabhängigkeit und der Theorie transzendenter Zahlen und erzielte dort wichtige Fortschritte. So bewies er die algebraische Unabhängigkeit von {\displaystyle \,\pi } und {\displaystyle \,\exp {\pi }} (beides transzendente Zahlen) unter Verwendung von Modulfunktionen. Er zeigte auch 1999 die Transzendenz von {\displaystyle \exp {(\pi {\sqrt {d}})}} für positive ganze Zahlen d.
1997 erhielt er den Ostrowski-Preis und den Preis der Hardy-Ramanujan-Gesellschaft Indiens. 2003 wurde er mit dem Humboldt-Forschungspreis und 2006 mit dem Markow-Preis der Russischen Akademie der Wissenschaften ausgezeichnet. Nesterenko ist Korrespondierendes Mitglied der Russischen Akademie der Wissenschaften. 1990 war er Invited Speaker auf dem Internationalen Mathematikerkongress in Kyōto (Algebraic independence of values of analytic functions).
Zu seinen Doktoranden gehört Wadim Zudilin.

## Schriften
- Modular functions and transcendence questions, Sbornik Mat. 187, 1996, Heft 9, S. 1319–1348 (russisch, in der englischen Ausgabe S. 65–96)
- mit Naum Iljitsch Feldman: Number Theory IV: Transcendental numbers. (Encyclopaedia of Mathematical Sciences 44), Springer 1997, ISBN 978-3540614678
- mit Patrice Phillipon (Herausgeber): Introduction to algebraic independence theory. Lecture Notes in Mathematics 1752, Springer 2001, ISBN 978-3540414964
- Hilberts seventh problem, in Bolibruch, Osipov, Sinai (Herausgeber): Mathematical Events of the Twentieth Century, Springer 2006, S. 269